# Diecezja Kerema
Diecezja  Kerema – diecezja rzymskokatolicka w Papui-Nowej Gwinei. Powstała w 1971.

## Biskupi ordynariusze
- Virgil Patrick Copas, M.S.C. (1976–1988)
- Paul John Marx, M.S.C. (1988–2010)
- Patrick Taval, M.S.C. (2010–2013)
- Pedro Baquero, S.D.B. (od 2017)